# Valle de Caracas
El Valle de Caracas o del Guaire  situado al norte Venezuela, geográficamente forma parte del sistema de la cordillera de la Costa, estando separado del mar Caribe unos 15 km por el parque nacional Waraira Repano. El valle alberga a la totalidad de la ciudad de Caracas, y es atravesado por el río Guaire que posee unos 35 kilómetros.
Administrativamente comprende el Municipio Bolivariano Libertador y culturalmente está dividido en 5 municipios de dos entidades federales distintas: El Distrito Capital (municipio Libertador), y el Estado Miranda (municipios Baruta, Chacao, El Hatillo y Sucre).
El valle es relativamente pequeño y bastante irregular. La ciudad ocupa una superficie en el valle de unos 80 a 100 km², siendo su longitud de 20 km y su ancho de aproximadamente 5 km. La altitud respecto al nivel del mar varía de un punto a otro, entre los 870 y los 1.043 m s. n. m. en el área urbana, con 900 m en su centro histórico. El punto más elevado es el pico Naiguatá, con 2765 m s. n. m. de altura.